# 胡安·聖瑪利亞

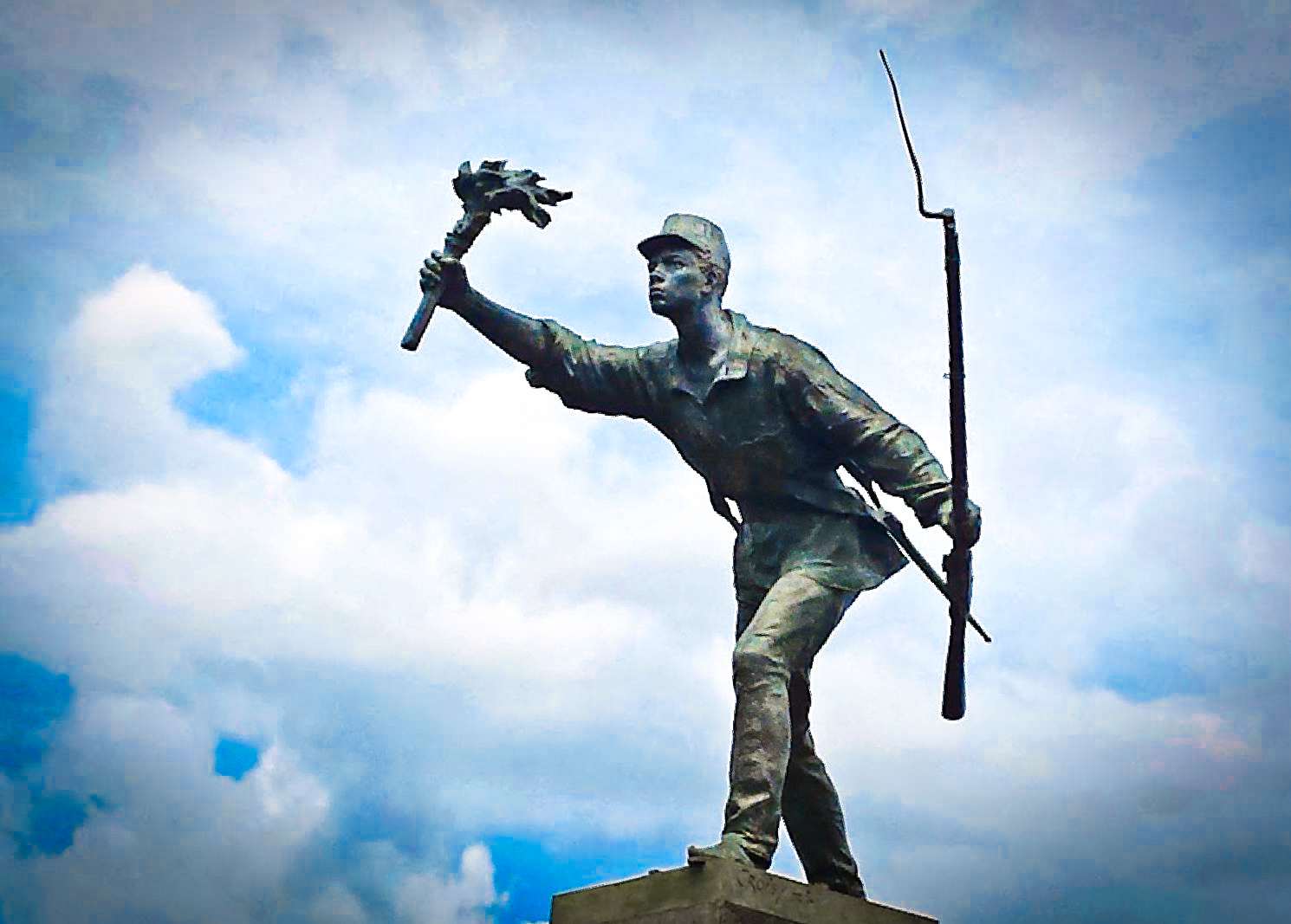
位於阿拉胡埃拉的胡安·聖瑪利亞雕像

胡安·聖瑪利亞（西班牙語：Juan Santamaría，1831年8月29日—1856年4月11日）被譽為哥斯大黎加的民族英雄。聖塔瑪利亞原先是哥斯達黎加軍隊的鼓手，1856年4月11日，面對威廉·沃克的美國軍隊，他潛入敵營手持火炬點燃了敵人的據點，使己方軍隊得知攻擊的目標進而獲得勝利，同時這個舉動也使他犧牲了生命。現今在他的故鄉阿拉胡埃拉擁有一座他的紀念雕像。哥斯大黎加的主要機場胡安·圣玛丽亚国际机场也以他為名。